# Hosejn Amir Abdollahijan

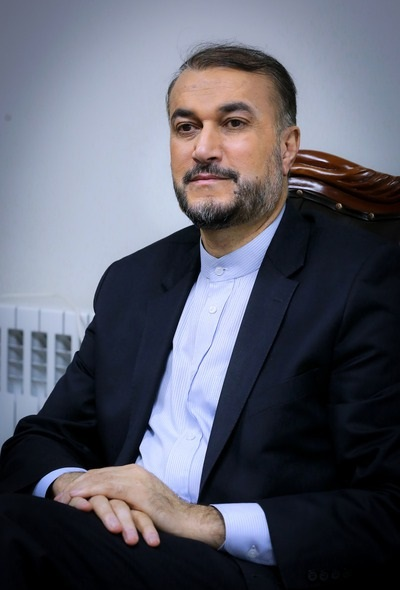

Hosejn Amir Abdollahijan (pers. حسین امیرعبداللهیان; ur. 1964 w Damghanie, zm. 19 maja 2024 w pobliżu Dżolfy) – irański dyplomata, od 2021 do 2024 minister spraw zagranicznych Iranu.

## Życiorys
W 1990 ukończył studia licencjackie w zakresie stosunków międzynarodowych w instytucie przy ministerstwie spraw zagranicznych Iranu. W 1996 uzyskał w tej samej dziedzinie tytuł magistra na Uniwersytecie Teherańskim, a w 2010 obronił doktorat.  
W 1992 zatrudniony w ministerstwie spraw zagranicznych Iranu jako analityk specjalizujący się w regionie Zatoki Perskiej. W latach 2007–2010 był ambasadorem Iranu w Bahrajnie. W latach 2011–2016 był wiceministrem spraw zagranicznych Iranu, zajmującym się relacjami z krajami arabskimi i afrykańskimi. Odpowiadał za działania ministerstwa w objętych konfliktami krajami regionu - Jemenie, Syrii, Iraku. W tym czasie blisko współpracował z Korpusem Strażników Rewolucji Islamskiej. Zyskał zaufanie głównych twórców irańskiej polityki wobec Iraku – jednostki specjalnej Siły Ghods oraz jej dowódcy gen. Ghasema Solejmaniego. W okresie gdy Siły Ghods zaangażowały się we wspieranie zagrożonego upadkiem rządu Baszszara al-Asada w Syrii oraz we wspieranie ruchu Huti w Jemenie, był on faktycznym łącznikiem między irańską dyplomacją a Korpusem Strażników Rewolucji Islamskiej. W 2016 minister spraw zagranicznych Iranu Mohammad Dżawad Zarif pozbawił go stanowiska, proponując mu objęcie funkcji ambasadora w Omanie, której odmówił. W kolejnych latach był doradcą przewodniczącego irańskiego parlamentu Mohammada Baghera Ghalibafa.
W sierpniu 2021 wszedł do nowego rządu Iranu utworzonego przez konserwatywnego prezydenta Ebraima Raisiego.
Władał, oprócz ojczystego języka perskiego, językiem arabskim.
19 maja 2024 roku zginął w wypadku śmigłowca prezydenckiego w Iranie.